# Philodromus poecilus
Philodromus poecilus es una especie de araña cangrejo del género Philodromus, familia Philodromidae. Fue descrita científicamente por Thorell en 1872.

## Distribución
Esta especie se encuentra en Turquía, Cáucaso, Rusia (de Europa al Lejano Oriente) y Asia Central.